# Lista de missões de A Igreja de Jesus Cristo dos Santos dos Últimos Dias
Uma Missão da Igreja de Jesus Cristo dos Santos dos Últimos Dias é uma área geográfica administrativa para onde os missionários e missionárias da igreja são atribuídos. Quase todas as áreas do mundo estão dentro dos limites de uma missão da Igreja, onde se pratica o proselitismo.

## Estrutura administrativa
Geograficamente, a missão pode ser uma cidade e zonas envolventes, um estado ou província, ou, talvez, um país inteiro ou mesmo vários países juntos. Normalmente, o nome da missão é o nome do país e em seguida o nome da cidade onde o escritório da missão está sediado.

## Presidente da missão
Todos os missionários da Igreja servem em uma missão sob a direção de um presidente de missão, que, como os missionários individualmente, é atribuído pelo Presidente da Igreja. O presidente da missão deve ser um membro da Igreja casado e deve possuir o Sacerdócio de Melquisedeque. Sua esposa é convidada a servir ao lado dele. Presidentes de missão são tipicamente nos seus quarenta anos ou mais, e geralmente possuem meios financeiros para se dedicarem a tempo inteiro para a responsabilidade por três anos consecutivos. A igreja oferece presidentes de missão, com um subsídio de subsistência mínima, mas que normalmente exige-lhes a completá-lo com os seus fundos próprios. Muitas vezes, o presidente de missão é obrigado a aprender o idioma falado no local da missão, como os missionários também fazem.
O presidente da missão tem pelo menos dois conselheiros, que também são membros Santos dos Últimos Dias e em geral a partir do local que mantêm seu trabalho regular. O papel dos conselheiros varia de acordo com a missão, mas eles geralmente servem como elo entre a missão e os membros locais da Igreja.

## Missões

### África
| - Missão África do Sul Cidade do Cabo - Missão África do Sul Durban - Missão África do Sul Joanesburgo - Missão Angola Luanda - Missão Benim Cotonou - Missão Botswana Gaborone - Missão Cabo Verde Praia - Missão Costa do Marfim Abidjan - Missão Costa do Marfim Abidjan Leste - Missão Gana Acra | - Missão Gana Acra Leste - Missão Gana Cape Coast - Missão Gana Kumasi - Missão Libéria Monróvia - Missão Madagáscar Antananarivo - Missão Moçambique Maputo - Missão Nigéria Benin City - Missão Nigéria Calabar - Missão Nigéria Enugu - Missão Nigéria Lagos | - Missão Nigéria Port Harcourt - Missão Quénia Nairóbi - Missão República Democrática do Congo Kinshasa - Missão República Democrática do Congo Lubumbashi - Missão República do Congo Brazzaville - Missão Serra Leoa Freetown - Missão Uganda Kampala - Missão Zâmbia Lusaka - Missão Zimbabwe Harare |

### Ásia
| - Missão Camboja Phnom Penh - Missão China Hong Kong - Missão Índia Bangalore - Missão Indonésia Jacarta - Missão Índia Nova Délhi - Missão Japão Tóquio - Missão Mongólia Ulaanbaatar - Missão Japão Fukuoka - Missão Filipinas Manila - Missão Japão Hiroshima - Missão Filipinas Quezon - Missão Japão Sapporo | - Missão Filipinas Olongapo - Missão Japão Kobe - Missão Filipinas Angeles - Missão Japão Nagoya - Missão Filipinas Bacolod - Missão Japão Sendai - Missão Filipinas Laoag - Missão Tailândia Banguecoque - Missão Filipinas Baguio - Missão Coreia do Sul Busan - Missão Filipinas Cagayan de Oro - Missão Coreia do Sul Seul | - Missão Filipinas Cebu - Missão Coreia do Sul Seul-Oeste - Missão Filipinas Davao - Missão Coreia do Sul Daejon - Missão Filipinas Naga - Missão Formosa Kaohsiung - Missão Filipinas San Pablo - Missão Formosa Taipé - Missão Filipinas Tacoblan - Missão Formosa Taichung |

## América

### América do Norte

#### Canadá
| - Missão Canadá Calgary - Missão Canadá Edmonton - Missão Canadá Halifax | - Missão Canadá Montreal - Missão Canadá Toronto | - Missão Canadá Vancouver - Missão Canadá Winnipeg |

#### México
| 21 Missões                                      | 21 Missões                                      | 21 Missões                             |
| ----------------------------------------------- | ----------------------------------------------- | -------------------------------------- |
| Missão Costa Rica San José                      | Missão República Dominicana Santo Domingo Leste | Missão Guatemala Cidade da Guatemala   |
| Missão República Dominicana Santo Domingo Oeste | Missão Guatemala Cidade da Guatemala Norte      | Missão República Dominicana Santiago   |
| Missão República Dominicana Santiago            | Missão Guatemala Cidade da Guatemala Sul        | Missão El Salvador San Salvador        |
| Missão Guatemala Quetzaltenango                 | Missão El Salvador San Salvador Oeste           | Missão Honduras Tegucigalpa            |
| Missão Haiti Porto Príncipe                     | Missão Honduras San Pedro Sula                  | Missão Trinidad e Tobago Port of Spain |
| Missão Honduras Comayaguela                     | Missão Jamaica Kingston                         | Missão Porto Rico San Juan             |
| Missão Nicarágua Manágua                        | Missão Porto Rico San Juan Oeste                | Missão Panamá Cidade do Panamá         |

| Missões                             | Missões                                | Missões                            |
| ----------------------------------- | -------------------------------------- | ---------------------------------- |
| Missão Argentina Bahía Blanca       | Missão Argentina Buenos Aires Norte    | Missão Argentina Buenos Aires Sul  |
| Missão Argentina Buenos Aires Oeste | Missão Argentina Córdoba               | Missão Argentina Córdoba Norte     |
| Missão Argentina Mendoza            | Missão Argentina Neuquén               | Missão Argentina Resistência       |
| Missão Argentina Rosário            | Missão Argentina Salta                 | Missão Bolívia Cochabamba          |
| Missão Bolívia La Paz               | Missão Bolívia Santa Cruz de la Sierra |                                    |
| Missão Chile Antofagasta            | Missão Chile Concepción                |                                    |
| Missão Chile Osorno                 | Missão Chile Rancagua                  | Missão Chile Santiago Norte        |
| Missão Chile Santiago Leste         | Missão Chile Santiago Oeste            | Missão Chile Viña del Mar          |
| Missão Colômbia Barranquilla        | Missão Colômbia Cáli                   | Missão Colômbia Bogotá Norte       |
| Missão Colômbia Bogotá Sul          | Missão Equador Guayaquil Norte         | Missão Equador Guayaquil Sul       |
| Missão Equador Quito                | Missão Paraguai Assunção Norte         | Missão Paraguai Assunção           |
| Missão Peru Arequipa                | Missão Peru Piura                      | Missão Peru Lima Norte             |
| Missão Peru Lima Sul                | Missão Peru Lima Leste                 | Missão Peru Lima Central           |
| Missão Peru Trujillo                | Missão Uruguai Montevidéu              | Missão Uruguai Montevidéu Oeste    |
| Missão Venezuela Barcelona          | Missão Venezuela Valencia              | Missão Venezuela Caracas           |
| Missão Venezuela Maracaibo          |                                        |                                    |
| Missão Brasil Belém                 | Missão Brasil Belo Horizonte           | Missão Brasil Belo Horizonte Leste |
| Missão Brasil Brasília              | Missão Brasil Campinas                 | Missão Brasil Cuiabá               |
| Missão Brasil Curitiba              | Missão Brasil Curitiba Sul             | Missão Brasil Florianópolis        |
| Missão Brasil Fortaleza             | Missão Brasil Fortaleza Leste          | Missão Brasil Goiânia              |
| Missão Brasil João Pessoa           | Missão Brasil Londrina                 | Missão Brasil Maceió               |
| Missão Brasil Manaus Norte          | Missão Brasil Manaus Sul               | Missão Brasil Recife               |
| Missão Brasil Porto Alegre Norte    | Missão Brasil Porto Alegre Sul         | Missão Brasil Ribeirão Preto       |
| Missão Brasil Rio de Janeiro        | Missão Brasil Rio de Janeiro Norte     | Missão Brasil Piracicaba           |
| Missão Brasil Salvador              | Missão Brasil Salvador Sul             | Missão Brasil Santa Maria          |
| Missão Brasil Santos                | Missão Brasil São Paulo Oeste          | Missão Brasil Interlagos           |
| Missão Brasil São Paulo Leste       | Missão Brasil São Paulo Norte          | Missão Brasil São Paulo Sul        |
| Missão Brasil Teresina              | Missão Brasil Vitória                  | Missão Brasil Juiz de Fora         |

| - Missão Espanha Madrid - Missão Mar Adriático Norte (Tirana) - Missão Mar Adriático Sul (Zagreb) - Missão Alpes Alemanha-Speaking (Munique) - Missão Arménia Erevan - Missão Países Bálticos (Riga) - Missão Bélgica/Países Baixos (Leida) - Missão Bulgária Sófia | - Missão Checa/Eslováquia (Praga) - Missão Dinamarca Copenhague - Missão Inglaterra Birmingham - Missão Inglaterra Leeds - Missão Inglaterra Londres - Missão Inglaterra Londres Sul - Missão Inglaterra Manchester |